# Biagio Dreossi
Claudio Dreossi (Ronchi dei Legionari, 6 luglio 1931 – Ronchi dei Legionari, 30 aprile 2004) è stato un calciatore italiano, di ruolo portiere.
Era noto a tutti come Biagio Dreossi ma il suo vero nome era Claudio.

## Carriera
Esordì a diciannove anni nell'Arezzo in Serie C nella stagione 1950-1951, diventando titolare.
Passò poi in Serie A al Napoli dove rimase chiuso dall'esperto Giuseppe Casari che per cinque anni consecutivi aveva difeso la porta dell'Atalanta in Serie A e fatto parte anche della rosa dei convocati per il mondiale del 1950 in Brasile; con i campani giocò solo due partite, due sconfitte casalinghe per 3-2, debuttando in Serie A il 15 giugno 1952 contro il Legnano e disputando la sua ultima gara con i partenopei il 30 novembre 1952 contro il Novara.
Venne quindi ceduto al Lecce durante la stagione 1953-1954; rientrato al Napoli, passò quindi al Livorno dove trascorse due stagioni: nella seconda, nel 1955-1956, conquistò una promozione in Serie B.
In seguito venne acquistato dalla Sambenedettese, che aveva appena conquistato la sua prima storica promozione in Serie B nel campionato di Serie C del 1955-1956, e con gli adriatici vi disputò quattro stagioni in Serie B con 105 presenze. Nelle ultime due stagioni Astraceli passò a lui la fascia di capitano.
Nel 1960 passa alla Reggiana sempre in Serie B, poi finisce la sua carriera al Forlì ed Arezzo.
Dopo il ritiro tornò nella città natale, dove allenò la squadra locale tra la fine degli anni sessanta e l'inizio degli anni settanta.